# Interstate 95 (Virginie)
Cet article traite d'une section intra-État de l'autoroute. Pour l'article traitant de l’autoroute au complet, référez-vous à Interstate 95.
L'Interstate 95 en Virginie constitue un segment de l'interstate 95, une autoroute majeure de la côte est des États-Unis. L'I-95 est longue de 3 000 kilomètres, en traversant les villes de Miami, Washington, Baltimore, Philadelphie, New York et Boston.
Dans sa section en Virginie, elle constitue l'épine dorsale du réseau routier de l'état. Elle connecte la Caroline du Nord à la région du grand Richmond, puis continue sa route vers le nord, pour rejoindre la région du grand Washington, en traversant la section au sud. Au sud de Richmond, elle est une autoroute moyennement à hautement fréquentée, et dans sa section entre Richmond et Washington, elle est autoroute très empruntée, la circulation étant très dense au fur et à mesure que l'on s'approche de Washington.

## Tracé

### Sud de la Virginie
Le terminus sud de l'interstate 95 en Virginie est situé à la frontière entre la Caroline du Nord et la Virginie. Au sud de la frontière, en Caroline du Nord, la ville de Rocky Mount est située à 35 miles au sud, et la ville de Fayetteville, 140 miles au sud. Tout de suite au nord de la frontière, en Virginie, le centre d'information touristique de l'état est présent en direction nord.
Elle commence par se diriger vers le nord sur 8 miles, durant lesquels elle possède 2 échangeurs vers la U.S. Route 301, puis entre les miles 8 et 13, elle passe à l'ouest de la ville d'Emporia, où elle croise la U.S. Route 58, vers Norfolk et Virginia Beach notamment, au mile 12. Par la suite, pour les 28 prochains miles, elle ne cesse de se diriger vers le nord, en possédant quelques courbes plus ou moins prononcées, en suivant de très près la U.S. Route 301, en passant près de Stony Creek au mile 31. À partir du mile 45, la région, qui était au départ uniquement forestière, commence à s'urbaniser peu à peu, alors que l'interstate 95 s'approche de la ville de Petersburg.
Au mile 45, elle croise l'interstate 295, qui est une autoroute de contournement de la région de Petersburg et de Richmond également. Par la suite, entre les miles 47 et 50, elle possède des échangeurs avec la Wagner Rd. ainsi qu'avec la Crater Rd. Au mile 51, elle croise l'Interstate 85, qui relie notamment la région de Richmond à Atlanta et à Montgomery. Ce point est aussi le terminus nord de l'I-85.
Entre les miles 51 et 53, elle passe légèrement à l'ouest de centre-ville de Petersburg, en croisant la route 36 de Virginie, qui mène vers Hopewell. Par la suite, au mile 53, elle passe au-dessus de la rivière Appomatox. Alors qu'elle quitte la ville tranquillement vers le nord, elle traverse la banlieue de Colonial Heights, en possédant 6 voies. C'est au mile 59 qu'elle entre dans la région du grand Richmond.

### Grand Richmond

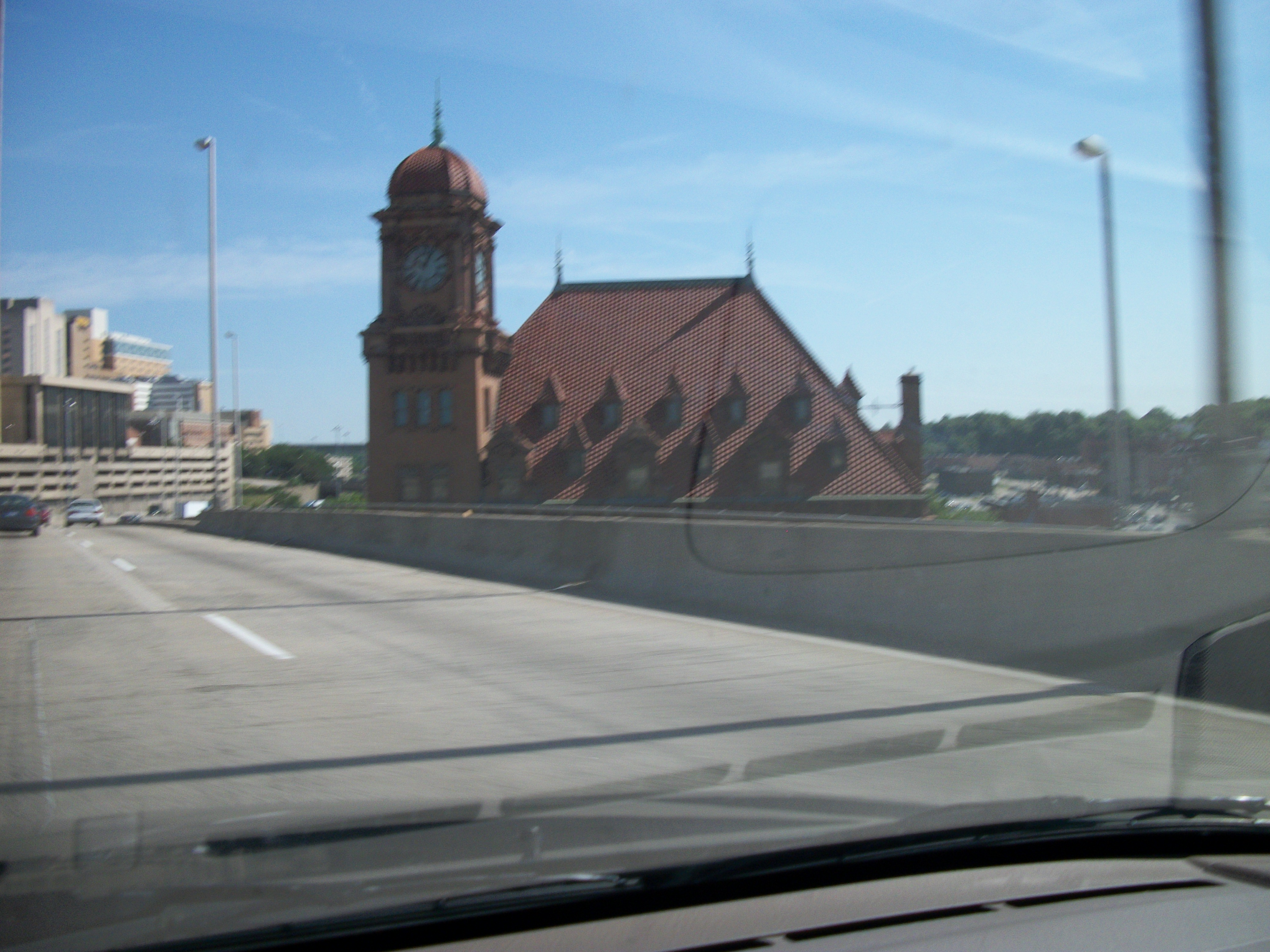
L'interstate 95 au sud de Richmond, à l'approche du centre-ville.

Entre les miles 59 et 62, elle passe à l'est de Chester, banlieue sud de Richmond. Elle possède par la suite un échangeur avec la route 288 de Virginie, qui possède les standards autoroutiers, et qui agit comme autoroute d'évitement sud-ouest de Richmond, qui est la capitale de l'état. Par la suite, alors qu'elle continue toujours de se diriger vers le nord, elle traverse une région moins peuplée, mais au mile 67, elle croise à la fois la route 150 de Virginie, qui est une autre autoroute d'évitement sud-ouest de la capitale, qui mène vers Bon Air notamment. À l'est de l'échangeur 67, c'est plutôt la route 895, la Pocahontas Parkway, qui mène vers l'Aéroport international de Richmond (RIC). C'est à partir de cet échangeur que le début de trafic augmente significativement.
Pour les 6 prochains miles, elle ne possède aucun échangeur, alors qu'elle traverse le territoire résidentiel du sud de Ruchmond. C'est au mile 73, alors qu'elle enjambe la rivière James, où les gratte-ciels sont bien visibles, le centre-ville de Richmond étant à peine à 2 miles de l'autoroute à ce moment. Juste au sud de la rivière, le territoire est très industriel, et la 95 possède toujours 6 voies. Par la suite, elle contourne le centre-ville par le nord-ouest, en possédant de nombreux échangeurs vers les rues du centre-ville, et, surtout, en croisant l'Interstate 64 est au mile 75, qui mène vers Virginia Beach. Cette autoroute forme un mutliplex avec la 95 pendant 3 miles, alors que celle-ci tourne vers le nord-ouest en passant le territoire urbanisé du nord de la ville. Au mile 80, le multiplex 64/95 se termine, la 64 ouest qui mène vers Charlottesville et l'Interstate 81. Aussi, dans cet échangeur, l'Interstate 195 est aussi impliquée, qui, elle, mène vers l'ouest de Richmond. Par la suite, jusqu'au mile 83, elle contourne la banlieue de Lakeside en courbant vers le nord, orientation qu'elle conservera pour presque tout le reste de son parcours dans l'état. Au mile 84, au nord de Chamberlayne, elle croise à nouveau l'Interstate 295, autoroute de contournement nord-est de Richmond. Elle quitte la capitale par le nord, en possédant un haut taux de trafic, et en possédant 6 voies également,.

### Nord de l'État: entre Richmond et le GrandWashington

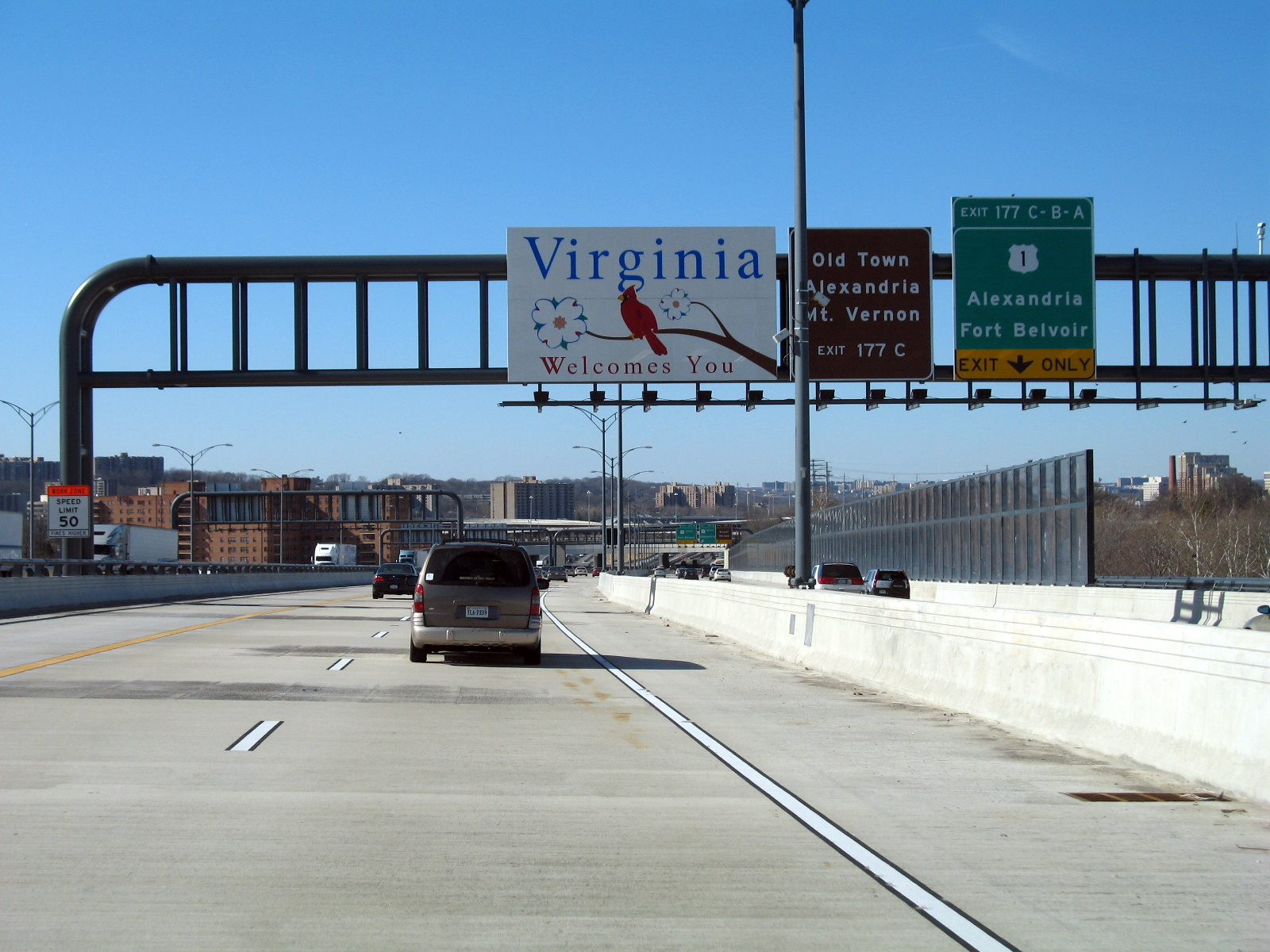
Le pont Woodrow Wilson, qui traverse le Potomac, en direction ouest, à l'entrée dans la Virginie.

Pour la suite de l'État, elle suit de près le tracé de la U.S. Route 1. Entre les miles 86 et 89, elle passe à l'est d'Ashland, en se dirigeant plein nord. Au mile 100, elle courbe légèrement vers l'ouest, tout en revenant vers le nord au mile 114. Cette portion de la Virginie est peu peuplée. Par la suite, le territoire s'urbanise progressivement à l'approche de la ville de Fredericksburg.
Au mile 126, elle croise l'U.S. Route 17 (vers Norfolk), avec laquelle elle forme un mutliplex pendant 7 miles. Pour ces 7 prochains miles, elle contourne Fredericksburg par l'ouest, en possédant 2 échangeurs permettant l'accès à la ville (sorties 130 à 133). Pour les 20 prochains miles, elle se dirige vers le nord-nord-est, toujours parallèle à l'U.S. Route 1. À partir du mile 152, alors qu'elle traverse le sud de Dale City, elle entre dans les limites du grand Washington.
Au mile 162, elle passe à l'est de Lorton, puis courbe très légèrement et brièvement vers l'est. Au mile 166, elle revient vers le nord, en possédant des voies express HOV, qui mènent vers le centre-ville. Ces voies sont au centre de l'autoroute. Entre les miles 170 et 172, elle traverse l'un des échangeurs les plus empruntés aux États-Unis, l'échangeur Stanfield. Cet échangeur complexe, qui inclut les Interstates 95, 395 et 495 (l'autoroute de contournement de Washington) est extrêmement complexe, et possède plusieurs niveaux. Dans cet échangeur, la 95 tourne vers l'est (en multiplex avec la 495), tandis que, au nord, la 95 laisse sa place à l'interstate 395, vers le centre-ville, tandis qu'à l'ouest, les banlieues ouest de la ville ainsi que Tysons Corner.
Hautement fréquentée, l'interstate 95 continue sa route dans l'État vers l'est, en multiplex avec la 495, en possédant 3 sorties vers Alexandria (173, 176 et 177). Par la suite, elle traverse le pont Woodrow Wilson, qui traverse le fleuve Potomac. C'est un peu à l'ouest du centre du pont qu'elle quitte la Virginie, pour entrer dans le Maryland. D'ailleurs, un peu moins de 0,15 kilomètre du pont appartiennent à l'extrême sud du District de Columbia.

## Disposition des voies

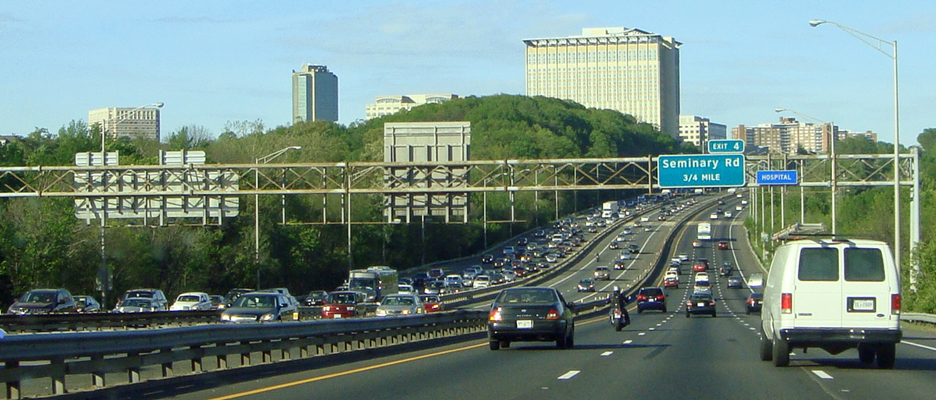
La continuité des voies express de l'Interstate 95 sur l'Interstate 395, à Alexandria, tout près de Washington. Ces voies centrales sont réversibles, et réservées habituellement aux automobilistes de plus de 3 passagers.

De la frontière avec la Caroline du Nord jusqu'à Petersburg, à l'intersection avec l'interstate 85, elle possède 4 voies, 2 dans chaque direction. De cette intersection jusqu'aux banlieues nord de Richmond, elle possède 6 voies (3 dans chaque direction), et en contournant le centre-ville, elle contient parfois des longues voies de sortie. Ensuite, de l'Interstate 295, elle possède 8 voies jusqu'au mile 158 (4 voies dans chaque direction), soit jusqu'à Dale City et Woodbridge. Entre le mile 158 et le mile 171, soit jusqu'à l'échangeur Springfield, elle possède entre 10 et 16 voies au total, y compris les voies express situées au centre de l'autoroute. Entre le mile 171 et 177, vers le pont Woodrow Wilson, elle possède 8 voies.

## Autoroutes auxiliaires

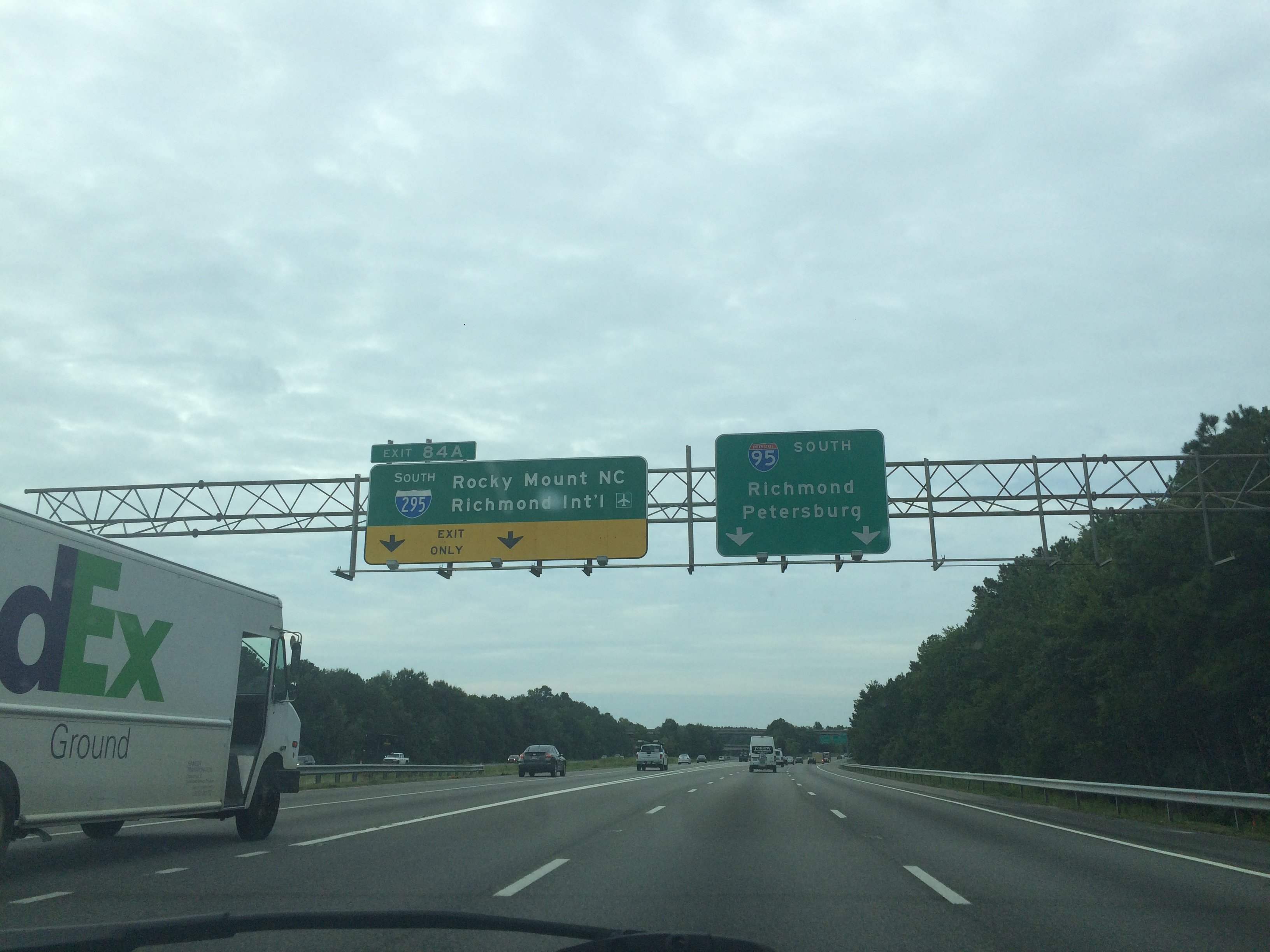
L'interstate 95 direction sud au Nord de Richmond, à la jonction avec l'Interstate 295 (sortie 84).

Puisque l'Interstate 95 est une autoroute majeure de la Virginie, elle possède 4 autoroutes auxiliaires, chacune d'entre elles se connectant à l'Interstate 95. Voici la liste.
- L'Interstate 195 est une courte autoroute auxiliaire de l'Interstate 95, située à l'ouest du centre-ville de la capitale, Richmond. Elle connecte principalement l'Interstate 95 à Bon Air et à la route 76 de Virginie.
- L'Interstate 295 est une longue autoroute auxiliaire de l'Interstate 95, agissant comme autoroute de contournement nord-est de la grande région de Petersburg-Richmond. Elle se raccorde à l'Interstate 64 à la fin, au nord-ouest de Richmond.
- L'Interstate 395 est, quant à elle, le principal lien entre l'Interstate 95, en Virginie, vers le centre-ville de Washington. Elle est hautement fréquentée, très souvent congestionnée aux heures de pointes, et possède entre 6 et 10 voies au total. Elle se termine dans le District de Columbia.
- L'Interstate 495 est aussi une autoroute majeure de la région de Washington, agissant comme autoroute de contournement de la capitale américaine. Elle possède une section en Virginie ainsi qu'une section au Maryland. Elle forme un multiplex avec l'I-95 dans sa section est.

## Aires de service
| Ville / Location                                          | Mile                                                      | Direction                                                 | Type                                                      |
| Centre d'information touristique direction nord au mile 1 | Centre d'information touristique direction nord au mile 1 | Centre d'information touristique direction nord au mile 1 | Centre d'information touristique direction nord au mile 1 |
| --------------------------------------------------------- | --------------------------------------------------------- | --------------------------------------------------------- | --------------------------------------------------------- |
| Dale City                                                 | 155                                                       | nord et sud                                               |                                                           |
| - Aire de repos avec commerces                            |                                                           |                                                           |                                                           |

## Liste des échangeurs
Vers la fin des années 1980, comme la majorité des autoroutes inter-états américaines, les numéros de sorties ont tous été changés pour transiter vers le système de numérotation sur la distance parcourue de l'autoroute depuis son point de départ, au lieu du système séquentiel.
| Liste des échangeurs de l'Interstate 95 en Virginie   | Liste des échangeurs de l'Interstate 95 en Virginie | Liste des échangeurs de l'Interstate 95 en Virginie | Liste des échangeurs de l'Interstate 95 en Virginie                                       | Liste des échangeurs de l'Interstate 95 en Virginie | Liste des échangeurs de l'Interstate 95 en Virginie |
| Emplacement                                           | Mile                                                | km                                                  | #                                                                                         | Intersection / Destinations | Notes |
| ----------------------------------------------------- | --------------------------------------------------- | --------------------------------------------------- | ----------------------------------------------------------------------------------------- | --- | --- |
| Frontière Caroline du Nord-Virginie                   | 0,00                                                | 0,00                                                | I-95 sud, Rocky Mount (NC), Fayetteville (NC), Jacksonville (NC), Miami (FL)              | I-95 sud, Rocky Mount (NC), Fayetteville (NC), Jacksonville (NC), Miami (FL) | Extrémité sud de l'Interstate 95 en Virginie |
| Skippers                                              | 4,13                                                | 6,65                                                | 4                                                                                         | VA-629 est, Skippers | |
| Emporia                                               | 8,25                                                | 13,28                                               | 8                                                                                         | US 301, Emporia | |
| Emporia                                               | 11,00                                               | 17,70                                               | 11AB                                                                                      | US 58, Emporia, Lawrenceville, South Hill, Suffolk, Norfolk | 11A vers l'est et 11B vers l'ouest |
| Belfield                                              | 12,99                                               | 20,91                                               | 12                                                                                        | US 301, Belfield | sortie nord seulement |
| Belfield                                              | 13,51                                               | 21,74                                               | 13                                                                                        | VA-614, Emporia, Belfield, Jarratt | |
| Henry                                                 | 17,30                                               | 27,84                                               | 17                                                                                        | US 301 | |
| Jarratt                                               | 20,25                                               | 32,59                                               | 20                                                                                        | VA-631, Jarratt, Gray, Cochran | |
| Owens                                                 | 24,29                                               | 39,09                                               | 24                                                                                        | VA-645, Gray | |
| Stony Creek                                           | 30,92                                               | 49,76                                               | 31                                                                                        | VA-40, Stony Creek, Waverly, Sussex, McKenney | |
| Stony Creek                                           | 33,37                                               | 53,70                                               | 33                                                                                        | VA-602, Stony Creek, Disputanta | |
| Carson                                                | 37,15                                               | 59,79                                               | 37                                                                                        | VA-703, Carson | |
| Courtland                                             | 40,88                                               | 65,79                                               | 41                                                                                        | US 301, VA-35, VA-156, Templeton, Homeville | |
| Rives                                                 | 45,42                                               | 73,10                                               | 45                                                                                        | US 301, Templeton, Rives | |
| Rives                                                 | 46,53                                               | 74,88                                               | 46                                                                                        | I-295 nord, Hopewell, Washington (DC) | auroroute de contournement est de Richmond-Petersburg; extrémité sud de l'I-295 |
| Petersburg                                            | 47,74                                               | 76,83                                               | 47                                                                                        | VA-629 (Rives Rd.), Petersburg | |
| Petersburg                                            | 48,89                                               | 78,68                                               | 48AB                                                                                      | Wagner Rd., Petersburg, Prince George | |
| Petersburg                                            | 50,61                                               | 81,45                                               | 50A                                                                                       | US 460 sud (County Dr.), Waverly, Suffolk | Extrémité sud du multiplex avec la US 460; sortie 50 direction sud; aucune entrée vers le sud |
| Petersburg                                            | 51,06                                               | 82,17                                               | 50BC                                                                                      | US 301 (Crater Rd.), Petersburg | partie de la sortie 50 direction sud |
| Petersburg                                            | 51,71                                               | 83,22                                               | 51                                                                                        | I-85 sud, US 460 ouest, South Hill, Durham (NC), Atlanta (GA) | Extrémité nord du mutliplex avec US 460; sortie 68 de l'I-85; extrémité nord de l'I-85, en provenance de Montgomery (AL); La I-95 passe de 4 à 6 voies                                                                           |
| Petersburg                                            | 52,14                                               | 83,91                                               | 50D 52                                                                                    | US 301 (Crater Rd.), Wasington Street, Petersburg centre-ville | sortie 52 direction nord |
| Petersburg                                            | 52,15                                               | 83,93                                               | 52                                                                                        | Bank Street, Petersburg | sortie nord seulement |
| Colonial Heights                                      | 53,00                                               | 85,30                                               | 53                                                                                        | SouthPark Blvd. | |
| Colonial Heights                                      | 53,98                                               | 86,87                                               | 54                                                                                        | VA-144 (Temple Ave.), Hopewell | |
|                                                       | 57,91                                               | 93,20                                               | 58                                                                                        | VA-620, VA-746 (Ruffin Mill Road) | |
| Chester                                               | 60,81                                               | 97,86                                               | 61AB                                                                                      | VA-10, Hopewell, Chester | 61A vers l'est, 61B vers l'ouest |
| Chester                                               | 62,62                                               | 100,78                                              | 62                                                                                        | VA-288 nord, Chesterfield, Charlottesville | autoroute de contournement sud-ouest de Richmond, vers I-64 ouest |
|                                                       | 64,66                                               | 104,06                                              | 64                                                                                        | VA-613 (Willis Road), Bellwood | |
| Bensley                                               | 67,43                                               | 108,52                                              | 67AB                                                                                      | VA-895 est, VA-150 ouest (Pocahontas Pkwy., Chippenham Pkwy.), Bon Air, Aéroport international de Richmond (RIC), varina | autoroute à péage direction est; autoroute ouest connectrice de Richmond vers l'ouest; 67A vers l'est et 67B vers l'ouest |
| Richmond                                              | 69,35                                               | 111,61                                              | 69                                                                                        | VA-161 (Belt Blvd.), sud de Richmond | |
| Richmond                                              | 73,16                                               | 117,74                                              | 73                                                                                        | Maury Street, Commerce Street | |
| Richmond                                              | 73,61                                               | 118,46                                              | Traverse de la rivière James                                                              | Traverse de la rivière James | Traverse de la rivière James |
| Richmond                                              | 74,01                                               | 119,11                                              | 74A                                                                                       | VA-195 ouest (autoroute de contournement sud immédiate du centre-ville) (autoroute à péage), vers I-195, Bon Air | |
| Richmond                                              | 74,30                                               | 119,57                                              | 74BC                                                                                      | Franklin Road, Broad Stret, Richmond | sortie sud seulement; Vers US-250 |
| Richmond                                              | 75,55                                               | 121,59                                              | 75                                                                                        | I-64 est, Norfolk, Virginia Beach | extrémité sud du multiplex avec la I-64; la I-95 devient l'autoroute de contournement immédiate nord du centre-ville, en courbant vers le nord-ouest                                                                             |
| Richmond                                              | 75,85                                               | 122,07                                              | 76A                                                                                       | Chamberlayne Ave., Richmond Centre-Ville | Sortie nord et entrée sud seulement |
| Richmond                                              | 76,09                                               | 122,45                                              | 76B                                                                                       | US 1 (Belvidere Road), US 301, Richmond Centre-Ville | aucune sortie nord |
| Richmond                                              | 78,06                                               | 125,63                                              | 78                                                                                        | VA-161, Rosedale, Lakeside | |
| Richmond                                              | 78,84                                               | 126,88                                              | 79                                                                                        | I-64 ouest, Charlottesville, Roanoke // I-195 sud, Bon Air | extrémité nord du multiplex avec l'Interstate 64 |
| Lakeside                                              | 79,91                                               | 128,60                                              | 80                                                                                        | VA-161 (Hermitage Rd.), Lakeside, Richmond | sortie nord et entrée sud seulement |
| Lakeside                                              | 80,82                                               | 130,07                                              | 81                                                                                        | US 1, Lakeside, Richmond | sortie nord et entrée sud seulement |
| Chamberlayne                                          | 81,12                                               | 130,55                                              | 82                                                                                        | US 301 et VA-2 (Chamberlayne Ave.) | |
| Chamberlayne                                          | 82,94                                               | 133,48                                              | 83AB                                                                                      | VA-73 ouest (Parham Rd.), Laurel | 83A vers la Parham Rd. et 83B vers la VA-73 ouest |
| Glen Allen                                            | 84,41                                               | 135,84                                              | 84AB                                                                                      | I-295, Charlottesville, Roanoke, Virginia Beach, Rocky Mount (NC) | autoroute de contournement nord-est de Richmond; vers I-64 ouest et I-64 est en évitant Richmond, ainsi que vers la I-95 sud à Petersburg, en évitant Richmond; 84A vers l'est et 84B vers l'ouest; la I-95 passe de 6 à 8 voies |
| North Glen Allen                                      | 87,30                                               | 140,50                                              | 86AB                                                                                      | VA-656, Altee, Elmont | 86A vers l'est, et 86B vers l'ouest |
| North Glen Allen                                      | 89,09                                               | 143,38                                              | 89                                                                                        | VA-802 (Lewistown Rd.), North Glen Allen | |
| Ashland                                               | 91,74                                               | 147,64                                              | 92                                                                                        | VA-54, Hanover, Ashland | 92A vers l'est, 92B vers l'ouest |
| Doswell                                               | 97,75                                               | 157,31                                              | 98                                                                                        | VA-30, Doswell, West Point | |
| Bowling Green                                         | 104,18                                              | 167,66                                              | 104                                                                                       | VA-207 vers l'US 301, Carmel Church, Bowling Green, Edgehill | |
| Ruther Glen                                           | 110,30                                              | 177,51                                              | 110                                                                                       | VA-639, Ladysmith, Milford | |
| Thornburg                                             | 118,26                                              | 190,32                                              | 118                                                                                       | VA-606, Thorburg, Guinea | |
| Fredericksburg                                        | 125,84                                              | 202,52                                              | 126AB                                                                                     | US 1, US 17 est, Spotsylvania, Massaponax, Port Royal, Norfolk | Extrémité sud du multiplex avec la US 17; 126A vers le nord (Fredericksburg), 126B vers le sud (Hampton/Norfolk) |
| Fredericksburg                                        | 129,54                                              | 208,47                                              | 130AB                                                                                     | VA-3, Fredericksburg, Culpeper, Orange | 130A vers l'est (Fredericksburg), 130B vers l'ouest (Orange) |
| Falmouth                                              | 133,08                                              | 214,17                                              | 133AB                                                                                     | US 17 nord, Hartwood, Warrenton, Front Royal, Fredericksburg | Extrémité nord du mutliplex avec la US 17 |
|                                                       | 135,61                                              | 218,24                                              | 136                                                                                       | VA-8900 est (Centreport Pkwy.), vers la U.S. Route 1, Hickory Ridge | sortie ouverte le 22 décembre 2005 |
| Stafford                                              | 139,83                                              | 225,03                                              | 140                                                                                       | VA-630, Stafford, Somerville | |
| Garrisonville                                         | 142,73                                              | 229,70                                              | 143AB                                                                                     | US 1, VA-610, Aquia, Somerville | 143A vers l'est (Aquia), 143B vers l'ouest (Somerville) |
| Quantico                                              | 147,65                                              | 237,62                                              | 148                                                                                       | Russell Road, Quantico, Independent Hill | |
| Quantico                                              | 149,97                                              | 241,35                                              | 150AB                                                                                     | VA-619, Quantico, Independent Hill | 150A vers l'est (Quantico), 150B vers l'ouest (Independent Hill) |
| Dumfries                                              | 151,00                                              | 243,01                                              | Début des voies HOV au centre de l'autoroute (voies express) – Washington (mile 151)      | Début des voies HOV au centre de l'autoroute (voies express) – Washington (mile 151) | Début des voies HOV au centre de l'autoroute (voies express) – Washington (mile 151) |
| Dumfries                                              | 152,36                                              | 245,20                                              | 152AB                                                                                     | VA-234, Dumfries, Manassas, Centreville | 152A vers l'est (Dumfries), 152B vers l'ouest (Manassas) |
| Dale City                                             | 155,91                                              | 250,91                                              | 156AB                                                                                     | VA-784, Dale City, Rippon Landing | Signée 156A vers l'est et 156B vers l'ouest |
| Woodbridge                                            | 158,13                                              | 254,49                                              | 158                                                                                       | VA-294 (Prince William Pkwy.), Woodbridge, Manassas | |
| Woodbridge                                            | 160,05                                              | 257,58                                              | 160AB                                                                                     | VA-123, Woodbridge, Occaquan, Lake Ridge | 160A vers l'est (Woodbridge), 160B vers l'ouest (Occoquan); aucun accès depuis la I-95 sud vers la VA-123 sud |
| Lorton                                                | 161,17                                              | 259,38                                              | 161                                                                                       | US 1, Belvoir, Woodbridge | Accès à la US-1 sud seulement direction sud; Accès à la US-1 nord seulement direction nord |
| Lorton                                                | 163,66                                              | 263,39                                              | 163                                                                                       | VA-642, Lorton, Mount Vernon | |
| Newington                                             | 166,80                                              | 268,44                                              | 166AB                                                                                     | VA-286, VA-790 sud (Fairfax County Pkwy., Alban. Road), Newington, Fort Belvoir | 166A vers le sud, 166B vers le nord |
| Springfield                                           | 167,81                                              | 270,06                                              | 167                                                                                       | VA-617 sud (Backlick Rd.) | sortie sud seulement |
| Springfield                                           | 169,05                                              | 272,06                                              | 168                                                                                       | VA-289 (Franconia-Springfield Pkwy.) | à partir de cet échangeur, les voies express HOV mènent uniquement vers Washington (I-395) |
| Springfield                                           | 169,05                                              | 272,06                                              | 169AB                                                                                     | VA-644, Franconia, Springfield, West Springfield, Burke | 169A vers l'est, 169B vers l'ouest |
| Springfield                                           | 169,05-171,01                                       | 272,06-275,21                                       | 170ABC                                                                                    | I-395 nord, Alexandria, Arlington, Washington (DC) // Interstate 495 ouest, Tysons Corner, Fairfax, Annandale, Centreville, banlieues ouest de Washington en Virginie // Interstate 495 est, Interstate 95 nord, Woodrow Wilson Bridge, Baltimore (MD) | I-395, principal lien vers Wasington; la 95 courbe vers l'est; échangeur Springfield; Extrémité sud du multiplex avec la I-495 (Capital Beltway)                                                                                 |
| Alexandria                                            | 171,97                                              | 276,76                                              | 173                                                                                       | VA-613 (Van Dorn Street), Franconia, Alexandria | |
| Alexandria                                            | 173,51                                              | 279,24                                              | 174                                                                                       | Eisenhower Avenue Conn., Alexandria | |
| Alexandria                                            | 175,06                                              | 281,73                                              | 176                                                                                       | VA-241 (Telegraph Rd.), Alexandria, Huntington | |
| Alexandria                                            | 176,57                                              | 284,16                                              | 177ABC                                                                                    | US 1, George Washington Memorial Pkwy., Alexandria Centre, Mount Vernon | depuis la I-95/I-495 sud, sortie seulement vers la G.W. Pkwy.; dernière sortie en Virginie |
| Fleuve PotomacFrontière Virginie-District de Columbia | 177,64                                              | 285,88                                              | I-95 nord et I-495 nord, Baltimore (MD), New York (NY), Philadelphie (PA), Annapolis (MD) | I-95 nord et I-495 nord, Baltimore (MD), New York (NY), Philadelphie (PA), Annapolis (MD) | Extrémité nord de l'I-95 en Virginie; Suite au Maryland (0,15 miles (0,24 km) dans le District de Columbia); suite du multiplex avec la I-495 après la frontière; Pont Woodrow Wilson                                            |
| - Échangeur Incomplet - Multiplex - Voies Express HOV |                                                     |                                                     |                                                                                           | | |